# 熊本中央警察署
熊本中央警察署（くまもとちゅうおうけいさつしょ）は、熊本県警察所管の警察署。中心市街地（繁華街）一帯も当警察署が管轄する。
現在の庁舎は、建築家の篠原一男が設計を手がけ、1990年にくまもとアートポリス構想により建築された。

## 所管区域
- 熊本市中央区のうち熊本県熊本南警察署及び熊本県熊本東警察署の管轄区域を除く区域
- 熊本市西区のうち
  - 池亀町
  - 池田一丁目 - 四丁目
  - 上熊本一丁目 - 三丁目
  - 京町本丁
  - 津浦町
  - 出町
  - 花園一丁目 - 七丁目
  - 稗田町

## 所在地
- 熊本県熊本市中央区草葉町5番13号

## アクセス
- 国道3号沿い
- 熊本市電 水道町電停
- 熊本電気鉄道藤崎線 藤崎宮前駅
- 九州産交バス・熊本電鉄バス・熊本都市バス 白川公園前バス停

## 沿革
- 2017年10月1日 - 警察署再編計画に伴い熊本県熊本北警察署から熊本県熊本中央警察署に名称変更。名称変更のみで管轄区域は変わらず。[1]
- 2018年4月1日 - 熊本北合志警察署開設に伴い、管轄区域が熊本市中央区の一部、西区の一部のみになる。
- 2025年3月31日 - 味噌天神交番が新築移転、新屋敷交番を廃止統合[2]。

## 交番

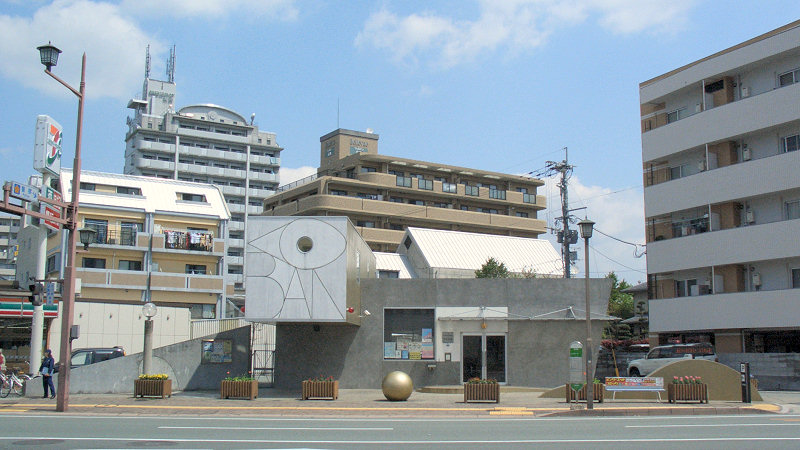
坪井交番

- 坪井交番 - 熊本市中央区坪井一丁目1-40
- 手取本町交番 - 熊本市中央区手取本町9-1
- 花畑交番 - 熊本市中央区花畑町6-1
- 京町交番 - 熊本市中央区京町二丁目7-33
- 子飼交番 - 熊本市中央区子飼本町7-1
- 味噌天神交番 - 熊本市中央区大江5丁目17－1
- 上熊本交番 - 熊本市西区上熊本一丁目9-14